# EA Tiburon
EA Orlando este un dezvoltator de jocuri video american cu sediul în Orlando, Florida, fondat în 1994. A fost cunoscut anterior ca Tiburon Entertainment, care a fost achiziționat de Electronic Arts în 1998. După achiziție, studioul a fost redenumit EA Tiburon. EA a cumpărat deja un pachet de interes în Tiburon în mai 1996, cu termenii care au inclus că Tiburon o să dezvolte jocuri exclusiv pentru EA.
Studioul este cel mai bine cunoscut ca dezvoltator al seriei de jocuri Madden NFL. În plus față de titlurile obișnuite dezvoltate de studio care includ Madden, NCAA Football, NFL Street, NASCAR șiNFL Head Coach, la sfârșitul lui 2006 Tiburon a lansat jocul Superman Returns bazat pe filmul cu același nume. EA Tiburon a preluat seria Tiger Woods PGA Tour de la EA Salt Lake de la ediția din 2008 a jocului.

## Jocuri dezvoltate
- Seria NBA Elite (2010 – prezent)
- EA Sports MMA (2010)
- EA SPORTS Fantasy Football
- Seria NFL Head Coach (2004 – prezent)
- Seria Madden NFL (1994 – prezent)
- Seria NCAA Football (1998 – prezent)
- Seria NASCAR Thunder (2002 – 2008)
- Tiger Woods PGA Tour (2007 – prezent)
- EA Sports GameShow (2008)
- Seria NFL Street (2004 – 2006)
- NFL Tour
- NASCAR SimRacing
- Soviet Strike (versiunea pentru Sega Saturn)
- Nuclear Strike
- MechWarrior 3050
- Seria Arena Football (2006 – 2007)
- Superman Returns
- Superman Returns: Fortress of Solitude
- GoldenEye: Rogue Agent (versiunea pentru Nintendo DS)
- Henry Hatsworth in the Puzzling Adventure